# Styrophyton
Styrophyton là chi thực vật có hoa trong họ Mua.